# Hans-Herbert Stobwasser
Hans-Herbert Stobwasser (* 8. März 1885 in Groß-Luttern; † 11. Februar 1946 in Kiel) war ein deutscher Vizeadmiral der Kriegsmarine.

## Leben
Hans Stobwasser trat am 6. April 1904 in die Kaiserliche Marine ein. Am 17. Oktober 1915 wurde er zum Kapitänleutnant befördert. Er war als Oberleutnant zur See (Beförderung am 13. Mai 1909) Kommandeur des Torpedobootes V 162. Später übernahm er noch das Torpedoboot G 85, welches Ende April 1917 unter seinem Kommando durch britisches Artilleriefeuer sank.
Anschließend wurde er in die Reichsmarine übernommen. Am 1. August 1923 wurde er bei der Schiffsstammdivision der Ostsee Korvettenkapitän. 1925 wurde er Erster Offizier auf dem Kreuzer Emden und kam 1928 ins Reichswehrministerium. Am 1. April 1929 wurde er bei der Marinewerft Wilhelmshaven zum Fregattenkapitän befördert. Im folgenden Jahr wurde er am 1. Dezember zum Kapitän zur See ernannt. Ab Anfang Oktober 1931 war er bis Ende September 1933 Kommandant des neu in Dienst gestellten Leichten Kreuzers Leipzig.
Von 1933, später als Konteradmiral (Beförderung am 1. April 1935), war er bis 1935 Chef des Stabes bei der Marinestation der Nordsee. Ende September 1935 übergab er den Dienstposten den Kapitän zur See Günther Lütjens und wurde II. Admiral der Nordsee (Wilhelmshaven). Am 1. Oktober 1937 wurde er mit der Beförderung zum Vizeadmiral Chef des Erprobungskommandos für Kriegsschiffneubauten (Kiel). Zum 31. Dezember 1939 gab er das Kommando an Vizeadmiral Hermann von Fischel ab.
Er wurde bis August 1940 Leiter der Westwerft der Kriegsmarinewerft Wilhelmshaven und anschließend erster Oberwerftdirektor der Kriegsmarinewerft Lorient. Im Oktober und November 1940 war er wieder Leiter der Westwerft und übernahm dann bis Ende Mai 1943 die Funktion als Oberwerftdirektor der Kriegsmarinewerft Brest. Am 31. Oktober 1943 wurde er zur Verfügung gesetzt und aus der Marine verabschiedet.
Im Februar 1946 beging er durch den Verlust des Lebenssinns und aus Verzweiflung Selbstmord.